# MSR-Medium
Das MSR-Medium (Akronym für modified Strullu-Romand) ist ein Nährmedium, das häufig für die In-vitro-Kultivierung von mykorrhizierenden Pilzen eingesetzt wird. Es wurde 1996 von S. Declerck et al. entwickelt und ermöglichte die duale Kultivierung von Glomus versiforme mit Ri-T-DNA-transformierten Karottenwurzeln. Das MSR-Medium ähnelt somit dem Minimal-Medium, welches für einen ähnlichen Zweck entwickelt wurde. Die Konzentration der Nährstoffe wurde bewusst so niedrig wie möglich gehalten, um die Keimung der Mykorrhizasporen und ein gleichzeitiges Wachstum des Symbiose-Partners zu ermöglichen.
Durch die Verwendung von lebenden Pflanzen anstatt transformierten Wurzeln ist die Entwicklung von autotrophen Systemen möglich. Das MSR-Medium benötigt in diesem Fall keinen Zucker, da die Mykorrhiza von den Produkten der Photosynthese ernährt wird.

## Inhaltsstoffe

### Makronährstoffe
- Magnesiumsulfat (MgSO4 · 7H2O) 739 mg/l
- Kaliumnitrat (KNO3) 76 mg/l
- Kaliumdihydrogenphosphat (KH2PO4) 4,1 mg/l
- Calciumnitrat (Ca(NO3)2 · 4H2O) 359 mg/l
- Kaliumchlorid (KCl) 65 mg/l

### Mikronährstoffe
- NaFeEDTA 8 mg/l
- Mangan(II)-sulfat (MnSO4 · 4H2O) 2,45 mg/l
- Zinksulfat (ZnSO4 · 7H2O) 0,29 mg/l
- Borsäure (H3Bo3) 1,86 mg/l
- Kupfersulfat (CuSO4 · 5H2O) 0,24 mg/l
- Natriummolybdat (Na2MoO4 · 2H2O) 0,0024 mg/l
- Ammoniumheptamolybdat ((NH4)6Mo7024 · 4H2O) 0,035 mg/l

### Organische Additive
- Thiamin 1 mg/l
- Pyridoxin 0,9 mg/l
- Nicotinsäure 1 mg/l
- Pantothensäure 0,9 mg/l
- Cyanocobalamin 0,4 mg/l
- Biotin 0,0009 mg/l
- Saccharose 10.000 mg/l
- Agar 8.000 mg/l

pH vor Autoklavieren: 5,5